# Lucio Ángel Vallejo Balda
Lucio Ángel Vallejo Balda (* 12. Juni 1961 in Villamediana de Iregua) ist ein spanischer Jurist, Theologe und Priester und ranghoher Kurienprälat. Vallejo ist amtierender Sekretär der Präfektur für die wirtschaftlichen Angelegenheiten des Heiligen Stuhles und gehört der Priestergesellschaft vom Heiligen Kreuz an, die mit dem Opus Dei verbunden ist.

## Leben
Lucio Ángel Vallejo Balda empfing am 1. August 1987 die Priesterweihe. Benedikt XVI. ernannte ihn am 21. September 2011 zum Sekretär der Präfektur für die ökonomischen Angelegenheiten des Heiligen Stuhls. 
Papst Franziskus berief ihn 2013 persönlich in die wichtige Position des Sekretärs einer eigens ins Leben gerufenen Kommission für die Neustrukturierung der wirtschaftlichen und administrativen Angelegenheiten des Vatikans (COSEA), nach einer Reihe von Finanzskandalen. Im April 2014 aber fiel er zusammen mit Francesca Chaouqui bei Papst Franziskus in Ungnade. Die beiden hatten anlässlich der Heiligsprechung Johannes Pauls II. auf der Dachterrasse der vatikanischen Finanz- und Wirtschaftsbehörde mit bestem Blick auf den Petersplatz einen opulenten Empfang für VIP-Gäste organisiert. Vallejo Balda erhielt 2016 bei der Besetzung im neu geschaffenen zentralen Wirtschaftsamt kein Amt mehr.

## Vatileaks 2.0
Um den 1. November 2015 wurde er von der vatikanischen Gendarmerie verhört und in Gewahrsam genommen, da er zusammen mit Francesca Chaouqui in dringendem Tatverdacht stand, vertrauliche Dokumente weitergegeben zu haben, die zum zweiten „Vatileaks 2.0“-Skandal führten. Unterlagen der COSEA-Kommission gelangten in die Hände zweier italienischer Journalisten, die Bücher über die nach wie vor skandalösen Finanzverhältnisse des Heiligen Stuhls und die Widerstände gegen die Reformen des Papstes geschrieben haben: „Avarice“ („Habgier“) von Emiliano Fittipaldi, Redakteur der Zeitschrift L’Espresso, und „Alles muss ans Licht: Das geheime Dossier über den Kreuzweg des Papstes“ von Gianluigi Nuzzi. Letzterer hatte schon 2009 das Buch Vatikan AG veröffentlicht und 2012 mit einem weiteren Buch über Vatikan-Interna den ersten „Vatileaks“-Skandal ausgelöst. Weihnachten 2015 wurde er aus der Haft in Hausarrest entlassen. Dieser wurde im Juni 2016 aufgehoben, seither konnte er sich innerhalb des Vatikanstaates frei bewegen. Am 7. Juli 2016 wurde Balda von der zuständigen Strafkammer zu einer achtzehnmonatigen Haftstrafe verurteilt. Am 20. Dezember 2016 wurde er vorzeitig aus dem Gefängnis entlassen.